# Nikita Medvedev
Nikita Olegovich Medvedev (Izhevsk, 17 de dezembro de 1994) é um futebolista profissional russo que atua como goleiro.

## Carreira

### FC Zenit-Izhevsk
Nikita Medvedev se profissionalizou no FC Zenit-Izhevsk, em 2013. 

### Lokomotiv Moskva
Nikita Medvedev se transferiu para o Lokomotiv Moskva, em 2015.

## Títulos
Lokomotiv Moscou
- Campeonato Russo: 2017–18
- Copa da Rússia: 2018–19
- Supercopa da Rússia: 2019